# Марконија-Сан Базилио (Матера)
Марконија-Сан Базилио (итал. Marconia-San Basilio) је насеље у Италији у округу Матера, региону Базиликата.
Према процени из 2011. у насељу је живело 110 становника. Насеље се налази на надморској висини од 92 м.